# Сребрьо Стойновски
Сребрьо Пенев Стойновски е роден в 1847 г. в село Балджиларе (днес Медово, Чирпанско). Завършва начално образование в родното си село при отец Йоаникий, след това учи в Калофер и в класното училище на Йоаким Груев в Пловдив.
От 1867 г. е главен учител в Чирпан. През 1870-е години се включва в национално-освободителната борба. Съратник на Васил Левски, Христо Ботев, Тома Младенов, Иван Андонов. Член е на Революционният комитет в Балджиларе от 1873 г., като е председател и на комитета в Оряхово. По същото време става съосновател на читалище „Саморазвитие“, на което дарява книги. Тогава се сближава с Никола Анастасов, свързва се с Георги Данчев – Зографина, със Стойо Филипов и с други революционни дейци от Чирпан. Запознава се с Васил Левски. Предполага се , че Н. Анастасов участва в четата на Добри войвода, с когото участва в обира на турски бей в село Алтъново. Стойновски е участник в Сръбско-турската война. С избухването на Освободителната руско-турска война (1877 – 1878) се записва доброволец в състава на Българското опълчение. По време на Сръбско-българската война отново е доброволец. Сребрьо Стойновски умира през 1894 г.
Сребрьо Стойновски е прототип на Бойчо Огнянов от романа „Под игото“ на Иван Вазов.